# Malaxis iwashinae
Malaxis iwashinae är en orkidéart som beskrevs av Tomohisa Yukawa och Tamotsu Hashimoto. Malaxis iwashinae ingår i släktet knottblomstersläktet, och familjen orkidéer.
Artens utbredningsområde är Vanuatu. Inga underarter finns listade i Catalogue of Life.